# Composition historique du Dow Jones Industrial Average
La composition historique du Dow Jones Industrial Average montre une grande évolution dans les industries les plus importantes aux États-Unis d'Amérique depuis 1896.

## Liste
| Nom                                           | Date d'entrée      | Date de sortie     | Présence continue           | Secteur                                   | Notes |
| --------------------------------------------- | ------------------ | ------------------ | --------------------------- | ----------------------------------------- | --- |
| American Cotton Oil                           | 26 mai 1896        | 31 mars 1901       | 4 ans, 10 mois et 5 jours   | Textiles, habillement                     | |
| American Sugar                                | 26 mai 1896        | 17 juillet 1930    | 34 ans, 1 mois et 21 jours  | Produits alimentaires                     | |
| American Tobacco (en) (1)                     | 26 mai 1896        | 1er juillet 1901   | 5 ans, 1 mois et 5 jours    | Tabac                                     | Devient Continental Tobacco le 21 avril 1899. |
| Chicago Gas (en)                              | 26 mai 1896        | 28 juillet 1915    | 19 ans, 2 mois et 2 jours   | Gaz                                       | Devient People Gas à partir du 24 mars 1898 |
| Distilling & Cattle Feeding                   | 26 mai 1896        | 20 avril 1899      | 2 ans, 10 mois et 25 jours  | Boissons                                  | Devient American Spirits Manufacturing à partir du 26 août 1896.                                                                                                  |
| General Electric Company (1)                  | 26 mai 1896        | 1er septembre 1898 | 2 ans, 3 mois et 6 jours    | Électricité                               | |
| Laclede Gas (en)                              | 26 mai 1896        | 20 avril 1899      | 2 ans, 10 mois et 25 jours  | Gaz                                       | |
| National Lead (en)                            | 26 mai 1896        | 3 octobre 1916     | 20 ans, 4 mois et 7 jours   | Métaux et exploitation minière            | |
| North American Company (en)                   | 26 mai 1896        | 25 août 1896       | 2 mois et 30 jours          | Conglomérats Industriels                  | |
| Tennessee Coal, Iron and Railroad             | 26 mai 1896        | 6 novembre 1907    | 11 ans, 5 mois et 11 jours  | Métaux et exploitation minière            | Racheté par U.S. Steel. |
| U.S. Leather (en)                             | 26 mai 1896        | 31 mars 1905       | 8 ans, 10 mois et 5 jours   | Textiles, habillement                     | |
| U.S. Rubber (1)                               | 26 mai 1896        | 9 novembre 1896    | 5 mois et 14 jours          | Composants automobiles                    | |
| U.S. Cordage                                  | 26 août 1896       | 20 avril 1899      | 2 ans, 7 mois et 25 jours   |                                           | Devient Standard Rope & Twine à partir du 23 décembre 1896. |
| Pacific Mail Steamship Company                | 23 décembre 1896   | 31 mars 1901       | 4 ans, 3 mois et 8 jours    | Transport maritime                        | |
| U.S. Rubber (2)                               | 1er septembre 1898 | 30 septembre 1928  | 30 ans et 29 jours          | Composants automobiles                    | |
| American Steel & Wire (en)                    | 21 avril 1899      | 31 mars 1901       | 1 an, 11 mois et 10 jours   |                                           | |
| U.S. Steel                                    | 21 avril 1899      | 5 mai 1991         | 92 ans et 14 jours          | Métaux et Exploitation Minière            | Entre sous le nom Federal Steel. Devient U.S. Steel le 1er avril 1901 puis USX Corporation le 8 juillet 1986.                                                     |
| General Electric Company (2)                  | 21 avril 1899      | 31 mars 1901       | 1 an, 11 mois et 10 jours   | Électricité                               | |
| Amalgamated Copper (1)                        | 1er avril 1901     | 30 août 1925       | 24 ans, 1 mois et 29 jours  | Métaux et Exploitation Minière            | Devient Anaconda Copper le 29 juillet 1915. |
| American Smelting & Refining                  | 1er avril 1901     | 31 mai 1959        | 58 ans, 1 mois et 30 jours  | Métaux et Exploitation Minière            | Devient American Smelting le 4 octobre 1916. |
| International Paper (1)                       | 1er avril 1901     | 1er juillet 1901   | 3 mois                      | Papier et industrie du bois               | |
| American Car and Foundry                      | 1er juillet 1901   | 30 septembre 1928  | 27 ans, 2 mois et 29 jours  | Métaux et Exploitation Minière            | |
| Colorado Fuel and Iron (en)                   | 1er juillet 1901   | 11 mai 1912        | 10 ans, 10 mois et 10 jours | Métaux et Exploitation Minière            | |
| General Electric (3)                          | 7 novembre 1907    | 26 juin 2018       | 110 ans, 7 mois et 19 jours | Électricité                               | |
| Central Leather                               | 12 mai 1912        | 21 janvier 1924    | 11 ans, 8 mois et 9 jours   | Textiles, habillement                     | Entreprise issue d'une fusion d'US Leather avec d'autres sociétés.                                                                                                |
| General Motors (1)                            | 16 mars 1915       | 3 octobre 1916     | 1 an, 6 mois et 17 jours    | Automobiles                               | |
| Texas Company (1)                             | 29 juillet 1915    | 21 janvier 1924    | 8 ans, 5 mois et 23 jours   | Pétrole et gaz                            | |
| American Beet Sugar                           | 4 octobre 1916     | 29 février 1920    | 3 ans, 4 mois et 24 jours   | Produits alimentaires                     | |
| American Can (en)                             | 4 octobre 1916     | 5 mai 1991         | 74 ans, 7 mois et 1 jour    | Emballages et conteneurs                  | Devient Primerica le 29 avril 1987. |
| American Locomotive                           | 4 octobre 1916     | 30 septembre 1928  | 11 ans, 11 mois et 26 jours |                                           | |
| American Telephone and Telegraph (1)          | 4 octobre 1916     | 30 septembre 1928  | 11 ans, 11 mois et 26 jours |                                           | |
| Baldwin Locomotive                            | 4 octobre 1916     | 30 août 1925       | 8 ans, 10 mois et 26 jours  | Machines                                  | |
| Goodrich (1)                                  | 4 octobre 1916     | 21 janvier 1924    | 7 ans, 3 mois et 17 jours   | Composants automobile                     | |
| Republic Iron and Steel                       | 4 octobre 1916     | 11 mai 1924        | 7 ans, 7 mois et 7 jours    | Métaux et Exploitation Minière            | |
| Studebaker                                    | 4 octobre 1916     | 30 août 1925       | 8 ans, 10 mois et 26 jours  | Automobiles                               | |
| Utah Copper (en)                              | 4 octobre 1916     | 5 février 1924     | 7 ans, 4 mois et 1 jour     | Métaux et Exploitation Minière            | |
| Western Union                                 | 4 octobre 1916     | 30 septembre 1928  | 11 ans, 11 mois et 26 jours | Services financiers diversifiés           | |
| Westinghouse Electric (1)                     | 4 octobre 1916     | 6 décembre 1925    | 9 ans, 2 mois et 2 jours    | Électricité                               | |
| Corn Products (1)                             | 1er mars 1920      | 21 janvier 1924    | 3 ans, 10 mois et 20 jours  | Produits alimentaires                     | |
| American Tobacco (2)                          | 22 janvier 1924    | 17 juillet 1930    | 6 ans, 5 mois et 25 jours   | Tabac                                     | |
| E. I. du Pont de Nemours and Company (1)      | 22 janvier 1924    | 30 août 1925       | 1 an, 7 mois et 8 jours     | Produits chimiques                        | |
| Mack Trucks                                   | 22 janvier 1924    | 25 mai 1932        | 8 ans, 4 mois et 3 jours    | Machines                                  | |
| Sears, Roebuck and Company                    | 22 janvier 1924    | 31 octobre 1999    | 75 ans, 9 mois et 9 jours   | Distribution                              | |
| Standard Oil of California                    | 6 février 1924     | 30 août 1925       | 1 an, 6 mois et 24 jours    | Pétrole et gaz                            | |
| Woolworth's                                   | 12 mai 1924        | 16 mars 1997       | 72 ans, 10 mois et 4 jours  | Distribution                              | |
| General Motors (2)                            | 31 août 1925       | 7 juin 2009        | 83 ans, 9 mois et 7 jours   | Automobiles                               | |
| International Harvester                       | 21 août 1925       | 5 mai 1991         | 65 ans, 8 mois et 4 jours   | Machines                                  | Devient Navistar International le 20 février 1986. |
| Kennecott (2)                                 | 31 août 1925       | 30 décembre 1925   | 3 mois et 29 jours          | Métaux et Exploitation Minière            | Nouveau nom d'Utah Copper. |
| Texas Company (2)                             | 31 août 1925       | 16 mars 1997       | 71 ans, 6 mois et 13 jours  | Métaux et Exploitation Minière            | Devient Texaco le 22 avril 1959. |
| U.S. Realty (en)                              | 31 août 1925       | 6 décembre 1925    | 3 mois et 5 jours           | Construction                              | |
| Allied Chemical                               | 7 décembre 1925    | 19 février 2008    | 82 ans, 2 mois et 12 jours  | Produits chimiques                        | Devient Allied-Signal le 19 septembre 1985 puis AlliedSignal le 26 avril 1993 puis Honeywell le 2 décembre 1999.                                                  |
| Paramount Famous Lasky                        | 7 décembre 1925    | 25 mai 1932        | 6 ans, 5 mois et 18 jours   | Médias                                    | Devient Paramount Publix le 1er octobre 1928 |
| Remington Typewriter                          | 31 décembre 1925   | 15 mars 1927       | 1 an, 2 mois et 22 jours    |                                           | |
| United Drug (en)                              | 16 mars 1927       | 30 septembre 1928  | 1 an, 6 mois et 14 jours    | Distribution                              | |
| Atlantic Refining (en)                        | 1er octobre 1928   | 17 juillet 1930    | 1 an, 9 mois et 16 jours    | Pétrole et gaz                            | |
| Bethlehem Steel                               | 1er octobre 1928   | 16 mars 1997       | 68 ans, 5 mois et 15 jours  | Métaux et Exploitation Minière            | |
| Chrysler                                      | 1er octobre 1928   | 28 juin 1979       | 50 ans, 8 mois et 27 jours  | Automobiles                               | |
| General Railway Signal (en)                   | 1er octobre 1928   | 17 juillet 1930    | 1 an, 9 mois et 16 jours    | Machines                                  | |
| Goodrich (2)                                  | 1er octobre 1928   | 17 juillet 1930    | 1 an, 9 mois et 16 jours    | Composants automobile                     | |
| International Nickel                          | 1er octobre 1928   | 11 mars 1986       | 57 ans, 5 mois et 10 jours  | Métaux et Exploitation Minière            | Devient Inco le 21 avril 1976. |
| Nash Motors                                   | 1er octobre 1928   | 17 juillet 1930    | 1 an, 9 mois et 16 jours    | Automobiles                               | |
| North American                                | 1er octobre 1928   | 28 janvier 1930    | 1 an, 3 mois et 27 jours    | Industrie aérospatiale                    | Compagnie différente de celle cotée en 1896. |
| Postum Incorporated                           | 1er octobre 1928   | 29 octobre 1985    | 57 ans et 28 jours          | Produits alimentaires                     | Devient General Goods le 24 juillet 1929. |
| Radio Corporation                             | 1er octobre 1928   | 25 mai 1932        | 3 ans, 7 mois et 24 jours   | Médias                                    | |
| Standard Oil of New Jersey                    | 1er octobre 1928   | 31 août 2020       | 91 ans, 10 mois et 30 jours | Pétrole et gaz                            | Devient Exxon le 1er novembre 1972 puis Exxon Mobil le 1er décembre 1999                                                                                          |
| Texas Gulf Sulphur                            | 1er octobre 1928   | 25 mai 1932        | 3 ans, 7 mois et 24 jours   | Métaux et Exploitation Minière            | |
| Union Carbide                                 | 1er octobre 1928   | 31 octobre 1999    | 71 ans et 30 jours          | Produits chimiques                        | |
| Victor Talking Machine                        | 1er octobre 1928   | 7 janvier 1929     | 3 mois et 6 jours           | Machines                                  | |
| Westinghouse Electric (2)                     | 1er octobre 1928   | 16 mars 1997       | 68 ans, 5 mois et 15 jours  | Électricité                               | |
| Wright Aeronautical                           | 1er octobre 1928   | 17 juillet 1930    | 1 an, 9 mois et 16 jours    | Industrie aérospatiale                    | Remplacé par Curtiss-Wright Corporation le 14 septembre 1929. |
| National Cash Register (en)                   | 8 janvier 1929     | 25 mai 1932        | 3 ans, 4 mois et 17 jours   | Machines                                  | |
| Johns-Manville (en)                           | 29 janvier 1930    | 29 août 1982       | 52 ans et 7 mois            | Produits pour l'industrie de construction | |
| Borden (en)                                   | 18 juillet 1930    | 19 novembre 1935   | 5 ans, 4 mois et 1 jour     | Produits alimentaires                     | |
| Eastmann Kodak                                | 18 juillet 1930    | 8 avril 2004       | 73 ans, 8 mois et 21 jours  | Équipement et produits de loisirs         | |
| Goodyear Tire & Rubber                        | 18 juillet 1930    | 31 octobre 1999    | 69 ans, 3 mois et 13 jours  | Composants automobile                     | |
| Hudson Motors                                 | 18 juillet 1930    | 25 mai 1932        | 1 an, 10 mois et 7 jours    | Automobiles                               | |
| Liggett & Myers (en)                          | 18 juillet 1930    | 25 mai 1932        | 1 an, 10 mois et 7 jours    | Tabac                                     | |
| Standard Oil of California                    | 18 juillet 1930    | 31 octobre 1999    | 69 ans, 3 mois et 13 jours  | Pétrole et gaz                            | Devient Chevron le 2 juillet 1984. |
| United Aircraft and Transport Corporation (1) | 18 juillet 1930    | 25 mai 1932        | 1 an, 10 mois et 7 jours    | Industrie aérospatiale                    | |
| American Tobacco (3)                          | 26 mai 1932        | 29 octobre 1985    | 53 ans, 5 mois et 3 jours   | Tabac                                     | |
| Coca-Cola Company                             | 26 mai 1932        | 19 novembre 1935   | 3 ans, 5 mois et 24 jours   | Boissons                                  | |
| Drug Incorporated (2)                         | 26 mai 1932        | 14 août 1933       | 1 an, 2 mois et 19 jours    | Distribution                              | |
| International Business Machines               | 26 mai 1932        | 4 mars 1939        | 6 ans, 9 mois et 5 jours    | Machines                                  | |
| International Shoe (en)                       | 26 mai 1932        | 14 août 1933       | 1 an, 2 mois et 19 jours    | Textile, habillement                      | |
| Loew's                                        | 26 mai 1932        | 3 juillet 1956     | 24 ans, 1 mois et 7 jours   | Médias                                    | |
| Nash Motors (2)                               | 26 mai 1932        | 3 mars 1939        | 6 ans, 9 mois et 5 jours    | Automobiles                               | |
| Procter & Gamble                              | 26 mai 1932        | -                  | 93 ans, 1 mois et 26 jours  | Biens de consommation                     | |
| Corn Products Refining (2)                    | 15 août 1933       | 31 mai 1959        | 25 ans, 9 mois et 16 jours  | Produits alimentaires                     | |
| United Aircraft (2)                           | 15 août 1933       | 12 août 1934       | 11 mois et 28 jours         | Industrie aérospatiale                    | |
| National Distillers                           | 13 août 1934       | 31 mai 1959        | 24 ans, 9 mois et 18 jours  | Boissons                                  | |
| National Steel (en)                           | 20 novembre 1935   | 31 mai 1959        | 23 ans, 6 mois et 11 jours  | Métaux et exploitation minière            | |
| E.I. du Pont de Nemours & Company (2)         | 20 novembre 1935   | -                  | 89 ans, 8 mois et 2 jours   | Produits chimiques                        | E.I. du Pont de Nemours & Company devient DowDupont le 1er septembre 2017 puis Dow Inc. le 2 avril 2019                                                           |
| American Telephone and Telegraph (2)          | 4 mars 1939        | 8 avril 2004       | 65 ans, 1 mois et 4 jours   | Télécommunications                        | Devient AT&T Corporation le 20 avril 1994. |
| United Aircraft (3)                           | 4 mars 1939        | 31 août 2020       | 81 ans, 5 mois et 27 jours  | Conglomérats industriels                  | Devient United Technologies Corporation le 1er mai 1975 puis Raytheon Technologies Corporation le 6 avril 2020                                                    |
| International Paper (2)                       | 3 juillet 1956     | 8 avril 2004       | 47 ans, 9 mois et 5 jours   | Papier et industrie du bois               | |
| Anaconda Copper (2)                           | 1er juin 1959      | 9 août 1976        | 17 ans, 2 mois et 8 jours   | Métaux et exploitation minière            | |
| Swift & Company                               | 1er juin 1959      | 28 juin 1979       | 20 ans et 27 jours          | Produits alimentaires                     | Devient Esmark le 30 mai 1973 |
| Aluminium Company of America                  | 1er juin 1959      | 20 septembre 2013  | 54 ans, 3 mois et 19 jours  | Métaux et exploitation minière            | L'acronyme Alcoa, utilisé depuis 1910, devient le nom officiel de l'entreprise le 4 janvier 1999.                                                                 |
| Owens-Illinois Glass                          | 1er juin 1959      | 11 mars 1987       | 27 ans, 9 mois et 10 jours  | Emballages et conteneurs                  | Devient Owens-Illinois en 1965. |
| Minnesota Mining and Manufacturing Company    | 9 août 1976        | -                  | 48 ans, 11 mois et 13 jours | Conglomérats industriels                  | Devient 3M le 8 avril 2002. |
| International Business Machines (2)           | 29 juin 1979       | -                  | 46 ans et 23 jours          | Services informatiques                    | |
| Merck                                         | 29 juin 1979       | -                  | 46 ans et 23 jours          | Produits pharmaceutiques                  | |
| American Express                              | 30 août 1982       | -                  | 42 ans, 10 mois et 22 jours | Services financiers diversifiés           | |
| McDonald's                                    | 30 octobre 1985    | -                  | 39 ans, 7 mois et 22 jours  | Hôtels, restaurants et loisirs            | |
| Philip Morris                                 | 30 octobre 1985    | 19 février 2008    | 22 ans, 2 mois et 20 jours  | Tabac                                     | Devient Altria le 27 janvier 2003. |
| Coca-Cola (2)                                 | 12 mars 1987       | -                  | 38 ans, 4 mois et 10 jours  | Produits alimentaires                     | |
| Boeing                                        | 12 mars 1987       | -                  | 38 ans, 4 mois et 10 jours  | Industrie aérospatiale                    | |
| Caterpillar                                   | 6 mai 1991         | -                  | 34 ans, 2 mois et 16 jours  | Machines                                  | |
| J.P. Morgan                                   | 6 mai 1991         | -                  | 34 ans, 2 mois et 16 jours  | Banques commerciales                      | Devient J.P. Morgan Chase le 2 janvier 2001. |
| Walt Disney                                   | 6 mai 1991         | -                  | 34 ans, 2 mois et 16 jours  | Médias                                    | |
| Hewlett-Packard                               | 17 mars 1997       | 20 septembre 2013  | 16 ans, 6 mois et 3 jours   | Ordinateurs et périphériques              | |
| Johnson & Johnson                             | 17 mars 1997       | -                  | 28 ans, 4 mois et 5 jours   | Équipement et fournitures médicaux        | |
| Citigroup                                     | 17 mars 1997       | 8 juin 2009        | 12 ans, 2 mois et 22 jours  | Banques commerciales                      | Entre sous le nom Travelers. Devient Citigroup le 8 octobre 1998 à la suite de la fusion avec Citicorp. Travelers reprend son indépendance quelques années après. |
| Walmart                                       | 17 mars 1997       | -                  | 28 ans, 4 mois et 5 jours   | Distribution                              | |
| Home Depot                                    | 1er novembre 1999  | -                  | 25 ans, 8 mois et 21 jours  | Distribution                              | |
| Intel                                         | 1er novembre 1999  | -                  | 25 ans, 8 mois et 21 jours  | Ordinateurs et périphériques              | |
| Microsoft                                     | 1er novembre 1999  | -                  | 25 ans, 8 mois et 21 jours  | Logiciels                                 | |
| SBC Communications                            | 1er novembre 1999  | 19 mars 2015       | 15 ans, 4 mois et 18 jours  | Télécommunications                        | Devient AT&T Incorporated le 21 novembre 2005 à la suite du rachat d'AT&T Corporation, son ancienne maison-mère.                                                  |
| American International Group                  | 8 avril 2004       | 22 septembre 2008  | 4 ans, 5 mois et 14 jours   | Assurance                                 | |
| Pfizer                                        | 8 avril 2004       | 31 août 2020       | 16 ans, 4 mois et 23 jours  | Produits pharmaceutiques                  | |
| Verizon Communications                        | 8 avril 2004       | -                  | 21 ans, 3 mois et 14 jours  | Télécommunications                        | |
| Bank of America                               | 19 février 2008    | 20 septembre 2013  | 5 ans, 7 mois et 1 jour     | Banques commerciales                      | |
| Chevron                                       | 19 février 2008    | -                  | 17 ans, 5 mois et 3 jours   | Pétrole et gaz                            | |
| Kraft Foods (2)                               | 22 septembre 2008  | 24 septembre 2012  | 4 ans et 2 jours            | Produits alimentaires                     | |
| Travelers (2)                                 | 8 juin 2009        | -                  | 17 ans, 1 mois et 14 jours  | Assurance                                 | Remplace son ancienne maison-mère Citigroup. |
| Cisco Systems                                 | 8 juin 2008        | -                  | 17 ans, 1 mois et 14 jours  | Équipements réseau                        | |
| UnitedHealth                                  | 24 septembre 2012  | -                  | 12 ans, 9 mois et 28 jours  | Soin et autres services médicaux          | |
| Goldman Sachs                                 | 23 septembre 2013  | -                  | 11 ans, 9 mois et 29 jours  | Banque                                    | |
| Nike                                          | 23 septembre 2013  | -                  | 11 ans, 9 mois et 29 jours  | Habillement et équipement sportifs        | |
| Visa                                          | 23 septembre 2013  | -                  | 11 ans, 9 mois et 29 jours  | Services bancaires                        | |
| Apple                                         | 19 mars 2015       | -                  | 10 ans, 4 mois et 3 jours   | Informatique et produits multimédias      | |
| Walgreens Boots Alliance                      | 19 juin 2018       | -                  | 10 ans, 1 mois et 3 jours   | Pharmacie                                 | |
| Amgen                                         | 31 août 2020       | -                  | 4 ans, 10 mois et 21 jours  | Biotechnologies                           | |
| Honeywell                                     | 31 août 2020       | -                  | 4 ans, 10 mois et 21 jours  | Conglomérat industriel                    | |
| Salesforce                                    | 31 août 2020       | -                  | 4 ans, 10 mois et 21 jours  | Logiciels                                 | |

## Documentation